# C/2015 K4 (PANSTARRS)
C/2015 K4 (PANSTARRS) — одна з довгоперіодичних параболічних комет. Ця комета була відкрита 24.5 травня 2015 року; блиск на час відкриття: 19.0m. Комета відкрита за допомогою 1,8 м телескопа системи Річі — Кретьєна + ПЗЗ, спостерігачі: B. Gibson, T. Goggia, N. Primak, A. Schultz, M. Willman, вимірювачі: K. Chambers, S. Chastel, L. Denneau, H. Flewelling, M. Huber, E. Lilly, E. Magnier, R. Wainscoat, C. Waters, R. Weryk. Наступні виміру цього об'єкта були проведені й дали 20 нефільтрованих експозицій, 30-сек кожна, отриманих 26.3 травня на U69 (мережа iTelescope - Обері, Каліфорнія) через 0.61-м f/6.5 астрограф + CCD, показали, що цей об'єкт є кометою з погано визначеною центральною конденсацією в оточенні дифузної неправильної комі близько 6" в діаметрі.